# Tullio Rosada
Tullio Rosada fue un deportista italiano que compitió en remo. Ganó dos medallas en el Campeonato Europeo de Remo, plata en 1909 y oro en 1911.

## Palmarés internacional
| Campeonato Europeo | Campeonato Europeo        | Campeonato Europeo | Campeonato Europeo |
| Año                | Lugar                     | Medalla            | Prueba             |
| ------------------ | ------------------------- | ------------------ | ------------------ |
| 1909               | Juvisy-sur-Orge (Francia) | Medalla de plata   | Ocho con timonel   |
| 1911               | Como (Italia)             | Medalla de oro     | Ocho con timonel   |